# Национальный археологический музей Неаполя
Национальный археологический музей Неаполя (итал. Museo Archeologico Nazionale di Napoli) — крупнейший археологический музей в Южной Италии. Наибольшую ценность коллекции представляет собрание археологических находок, обнаруженных в Помпеях, Геркулануме, Стабиях, других местах Кампании и близлежащих областей.

## История музея

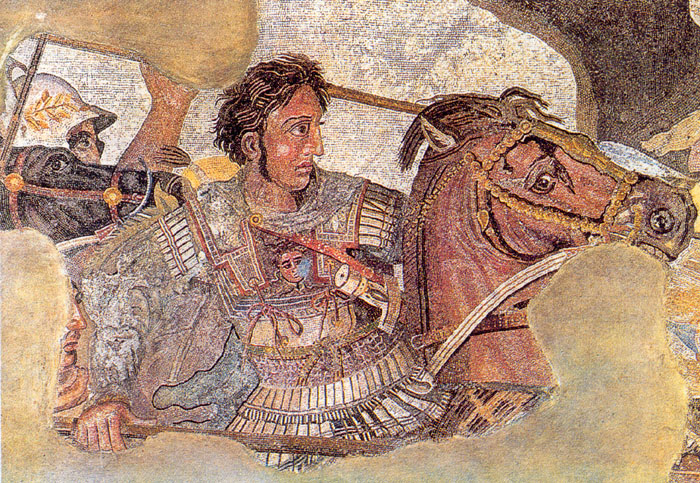
Александр Македонский. Деталь мозаики из Помпей

Здание музея было построено в 1615 году. С этого момента и до 1777 года внутри него располагался университет Неаполя. Затем по инициативе короля Фердинанда IV архитектор Фердинандо Фуга реконструировал здание и перепланировал его внутреннее пространство для размещения музея Бурбонов и Королевской библиотеки. В последующие годы музей продолжали перестраивать, в частности у левого и правого крыльев был добавлен второй этаж. К 1816 году в здание были перенесены коллекции семьи Фарнезе и объекты, обнаруженные при раскопках древних городов в окрестностях Везувия. На протяжении XIX века экспозиция музея неоднократно пополнялась, в основном благодаря раскопкам в Кампании.

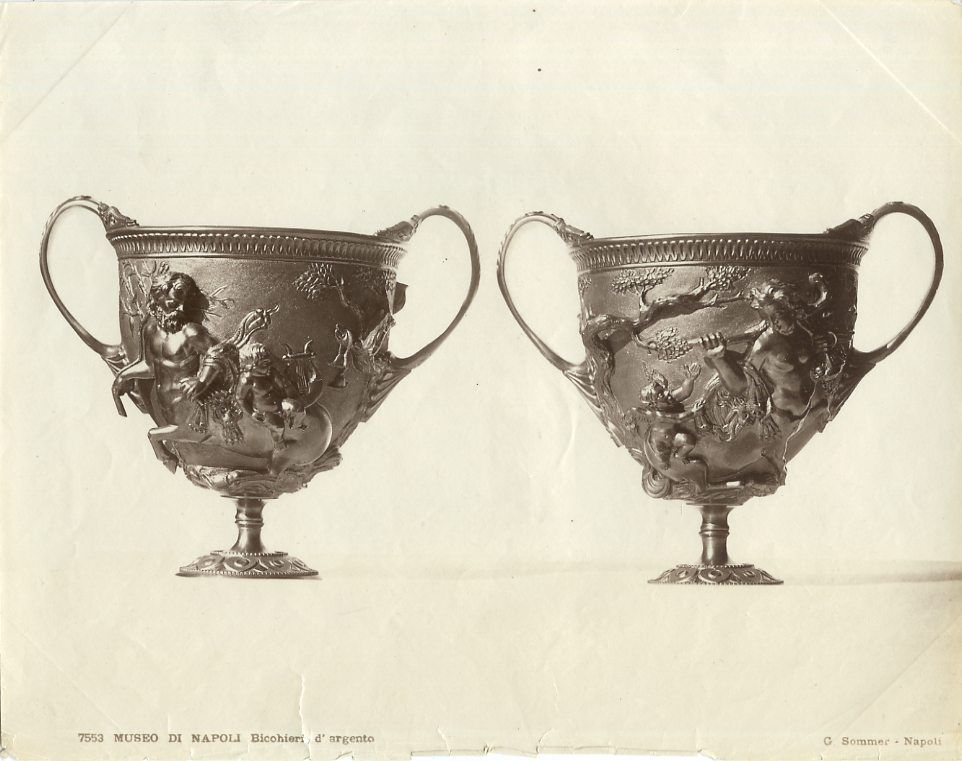
Серебряные чаши (Помпеи)

В 1860 году музей перешел в государственную собственность и был переименован в Национальный музей. В 1957 году его экспозиция включала в себя картинную галерею, позднее составившую ядро Музея Каподимонте. После переноса галереи в музее остались только старинные артефакты, и он был переименован в Национальный археологический музей.

## Экспозиция

### Египетские древности
Это собрание предметов египетского искусства (начиная с Древнего царства и до эпохи Птолемеев) является третьим по величине в Италии, после Египетского музея Ватикана и Египетского музея Турина. Ядро собрания составляют две частные коллекции, переданные музею и выставленные отдельно друг от друга — коллекция кардинала Стефано Борджиа (вторая половина XVIII века) и коллекция Джузеппе Пикьянти (начало XIX века). В смежном зале представлены другие египетские объекты, переданные в 1842 году в дар музею немецким путешественником Шнарсом, а также находки в египетском стиле из Помпей и других регионов Кампании.

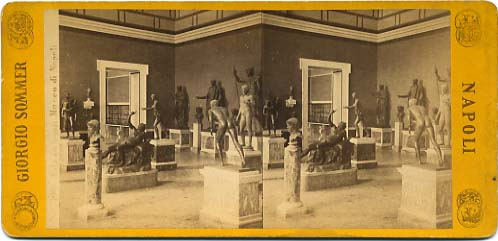
Бронзовые статуи

### Мозаика
Эта уникальная коллекция практически полностью составлена из мозаик, обнаруженных в Помпеях, а также из мозаик из Геркуланума и Стабии. Напольные и настенные мозаики датируются периодом с II в. до н. э. до 79 г. н. э. Наиболее примечательные экспонаты — мозаики из дома Фавна в Помпеях, в том числе «Битва Александра Македонского с Дарием».

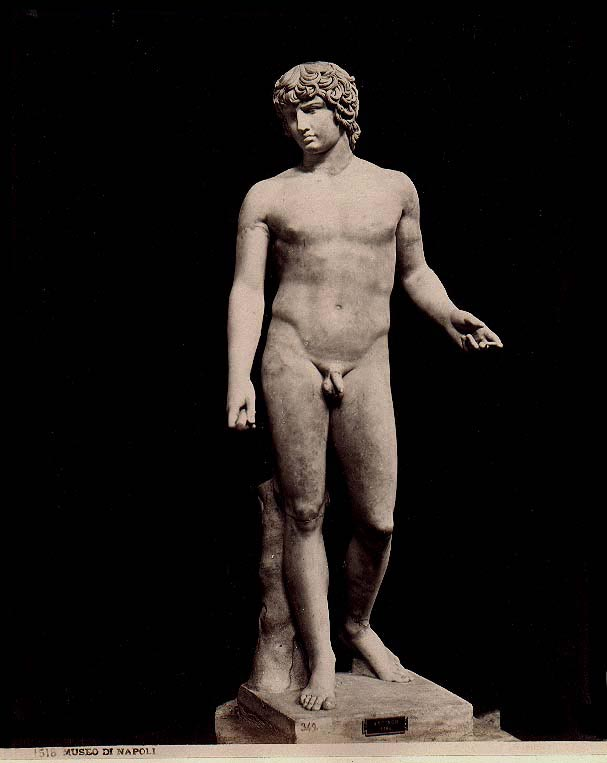
Антиной Фарнезский

### Монеты и медали
Коллекция семьи Фарнезе составляет ядро собрания, занимающего 6 залов и состоящего из 200 тысяч экспонатов, которые были обнаружены при раскопках в Кампании и на юге Италии. Коллекции античных монет Греции и Рима и монет от эпохи Средневековья до эпохи правления Бурбонов представлены в отдельных залах.

### Скульптура
Внушительная коллекция мраморных и бронзовых изваяний была составлена из находок археологических раскопок в окрестностях Везувия и Флегрейских полей, а также из коллекции семьи Фарнезе. Многие статуи являются копиями утраченных греческих статуй работы Каламида, Крития и других античных мастеров. Наиболее значительные экспонаты:
- Венера Каллипига из Золотого дома Нерона
- Статуя Геркулеса Фарнезского из Терм Каракаллы
- Статуя Фарнезского Атласа[англ.]
- Монументальная скульптурная группа под названием Фарнезский бык из Терм Каракаллы, римская копия греческого изваяния
- Статуи Гармодия и Аристогитона, римская копия греческого изваяния
- Бронзовые статуи из виллы Папирусов в Геркулануме
- Коллекция бюстов римских императоров
- Скульптуры из терм Каракаллы в Риме

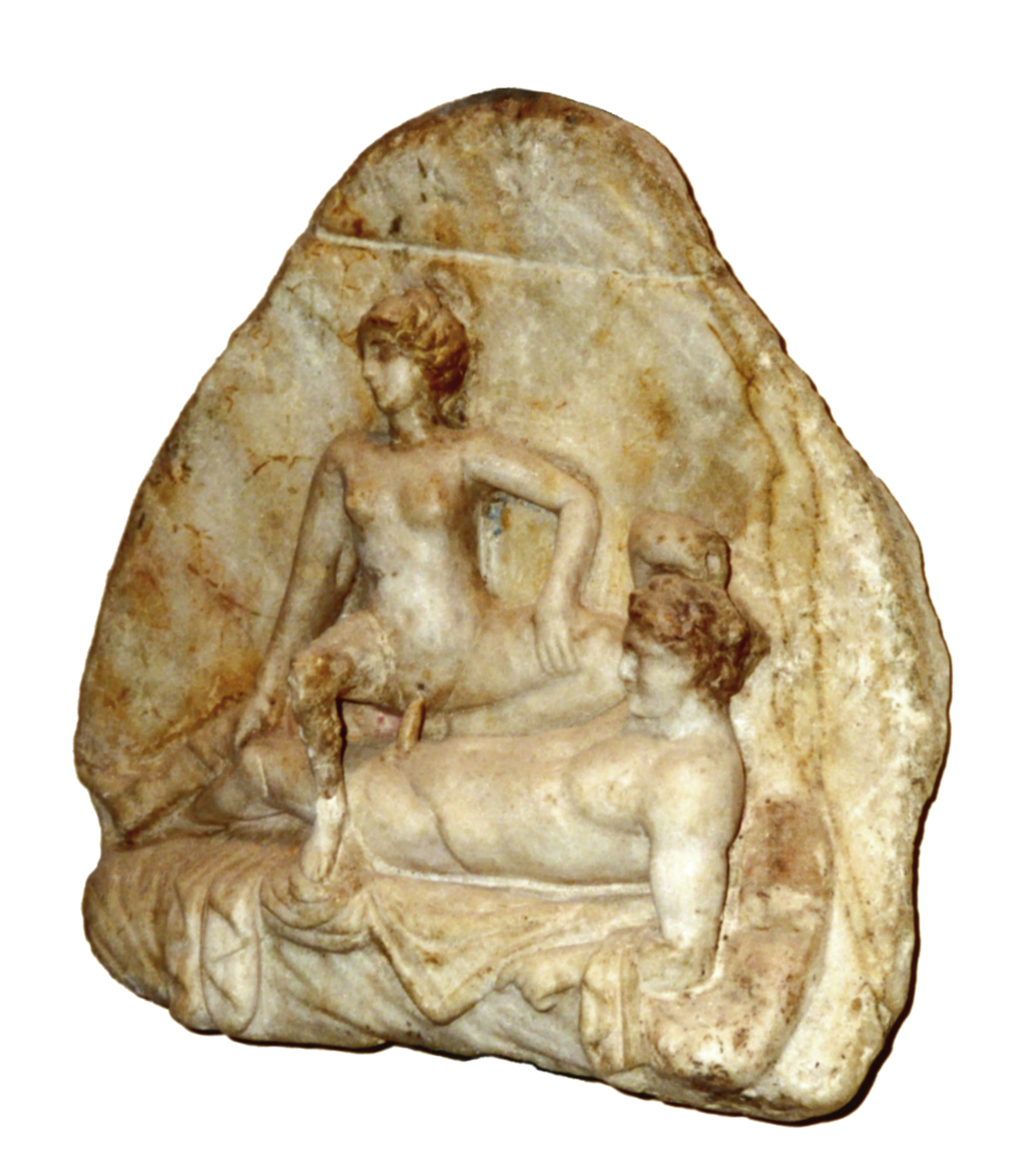
Рельеф из Секретного кабинета (Помпеи)

### Фрески
В коллекцию входят фрески из Помпей, Геркуланума, Стабии и Боскореале, датируемые периодом с I в. в. до н. э. по I в. н. э.

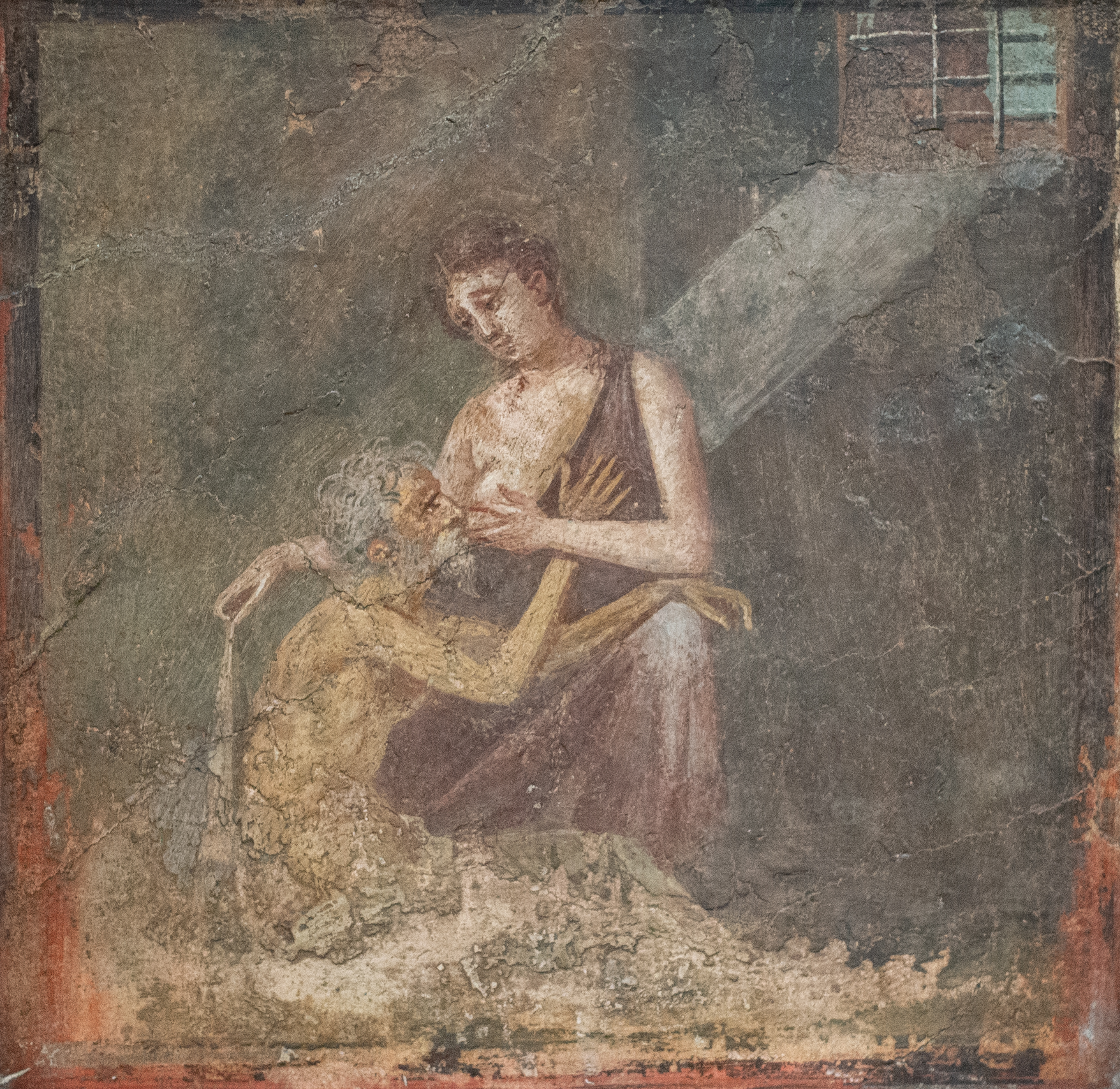
Отцелюбие римлянки
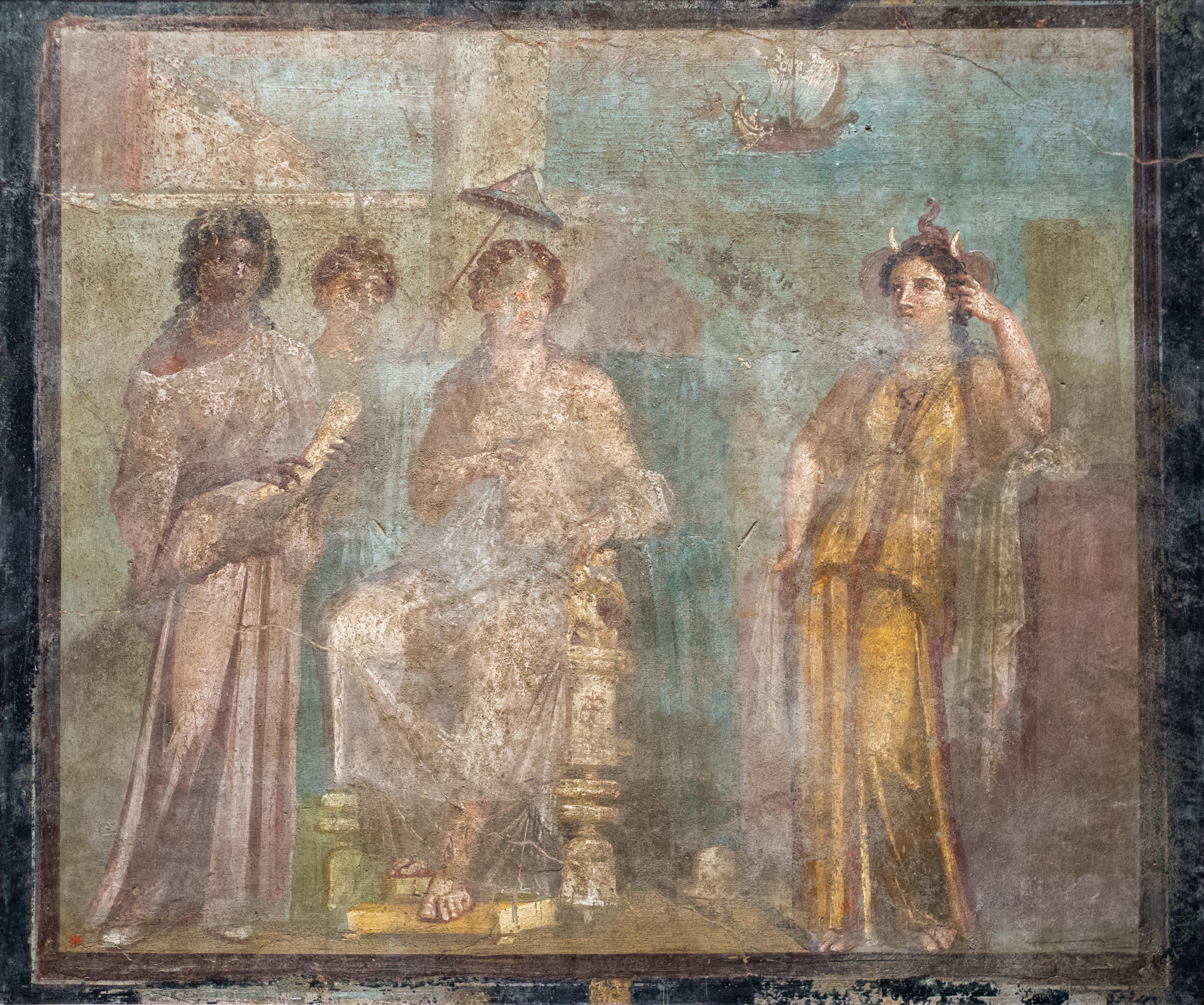
Дидона
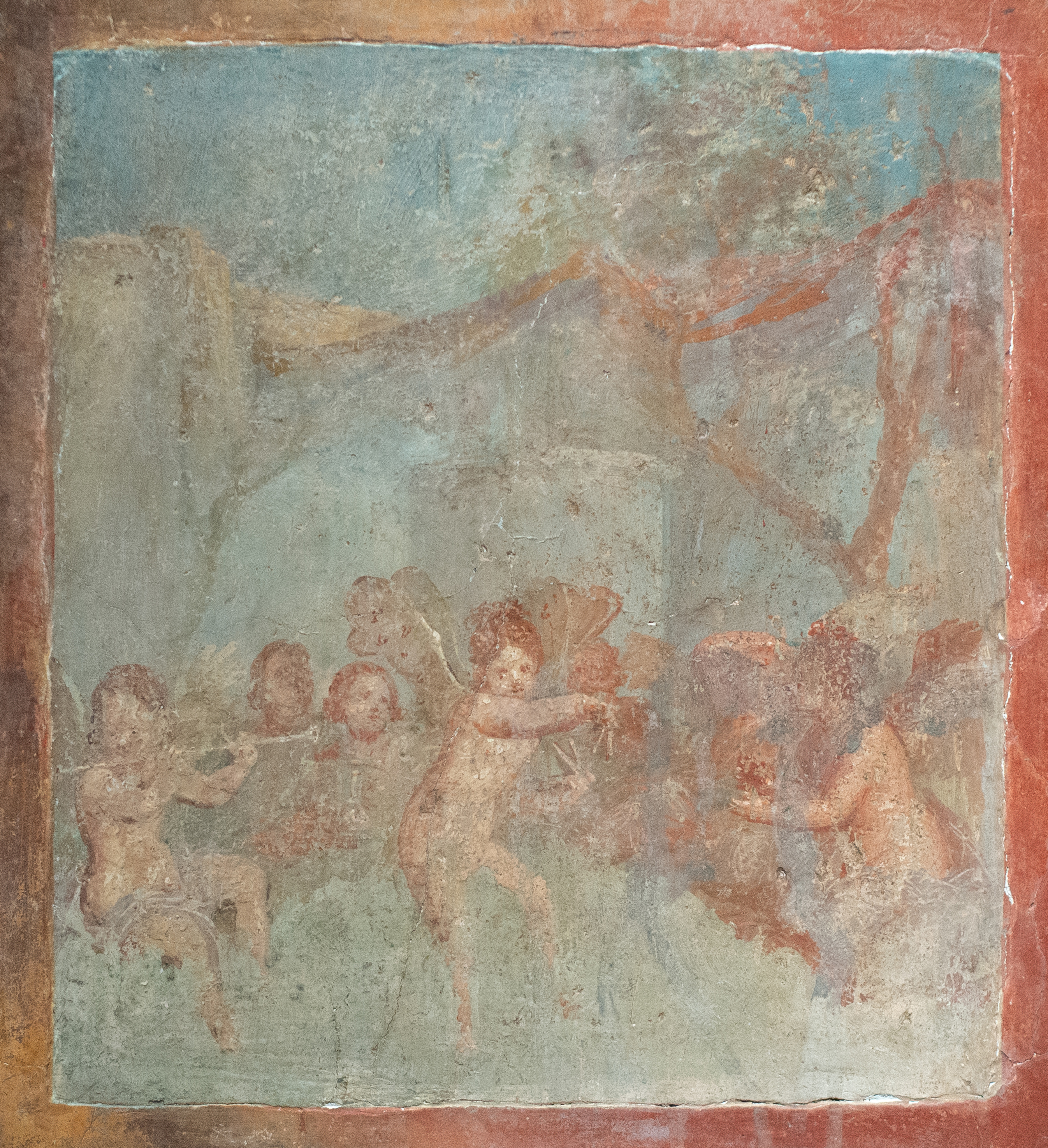
Танец психей
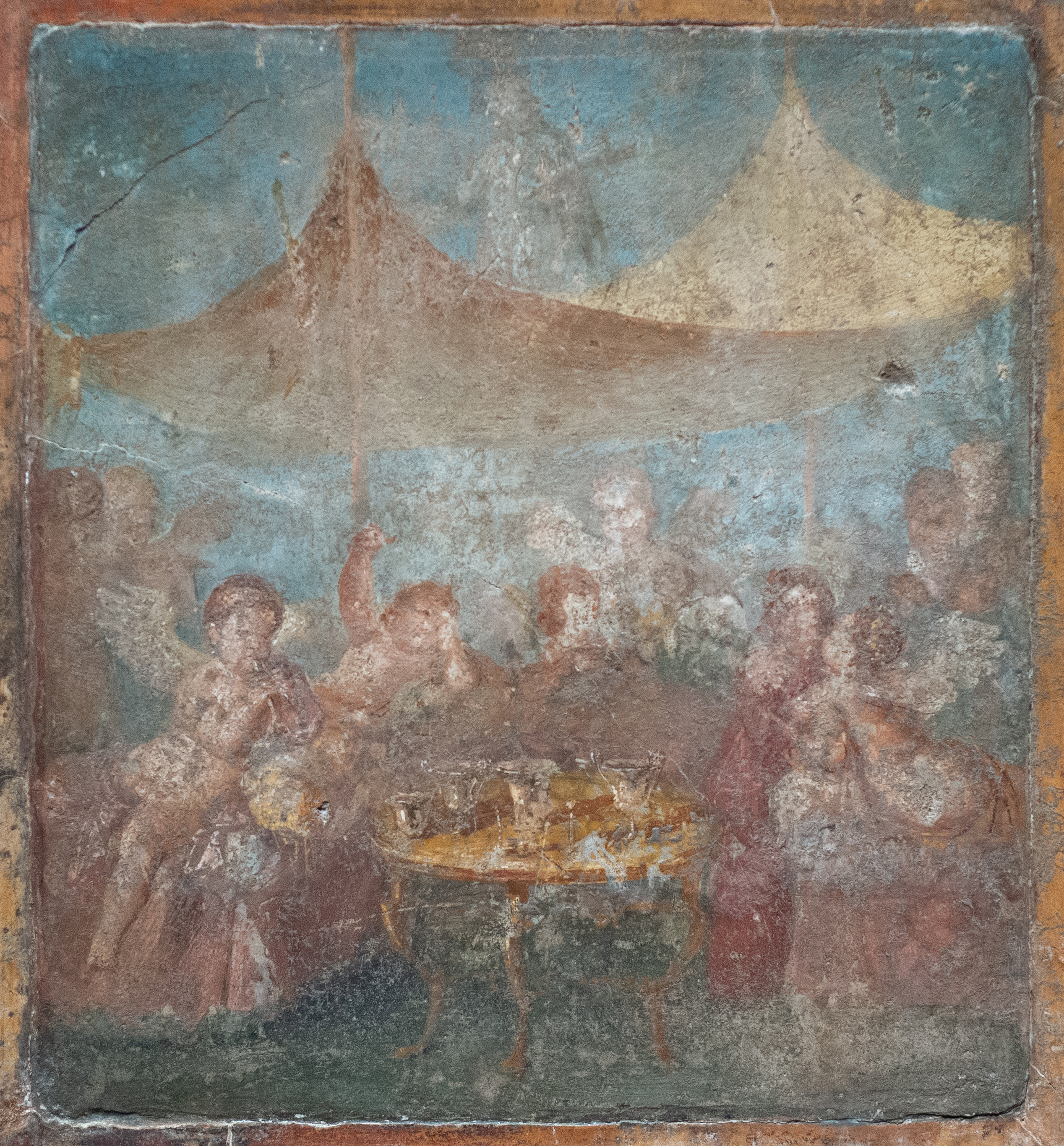
Эроты
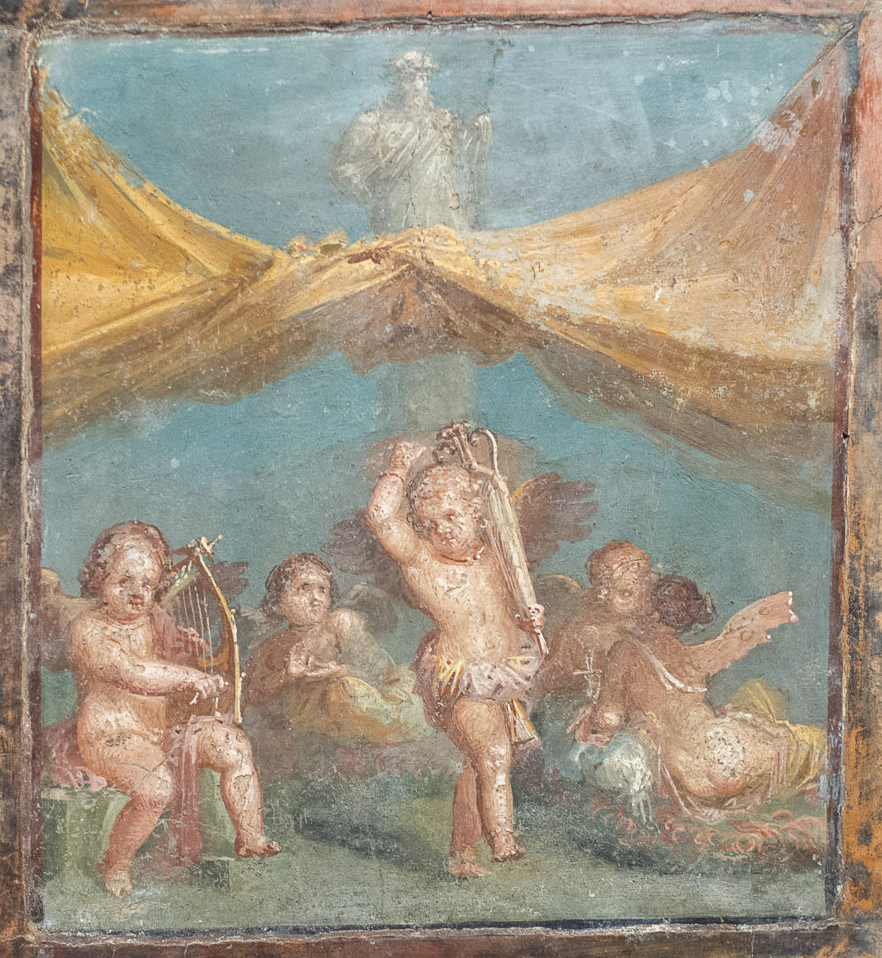
Эроты
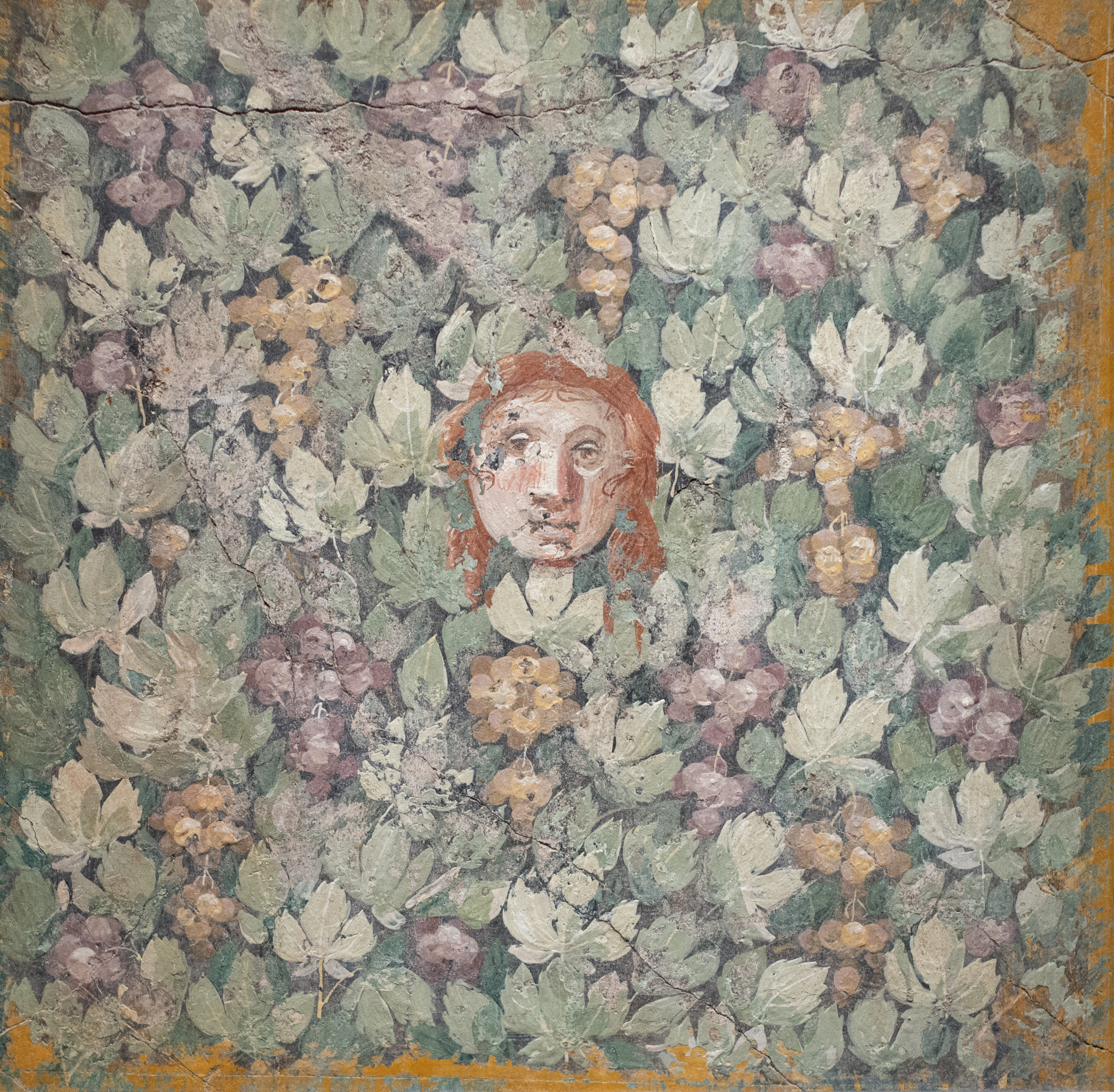
Маска в винограднике
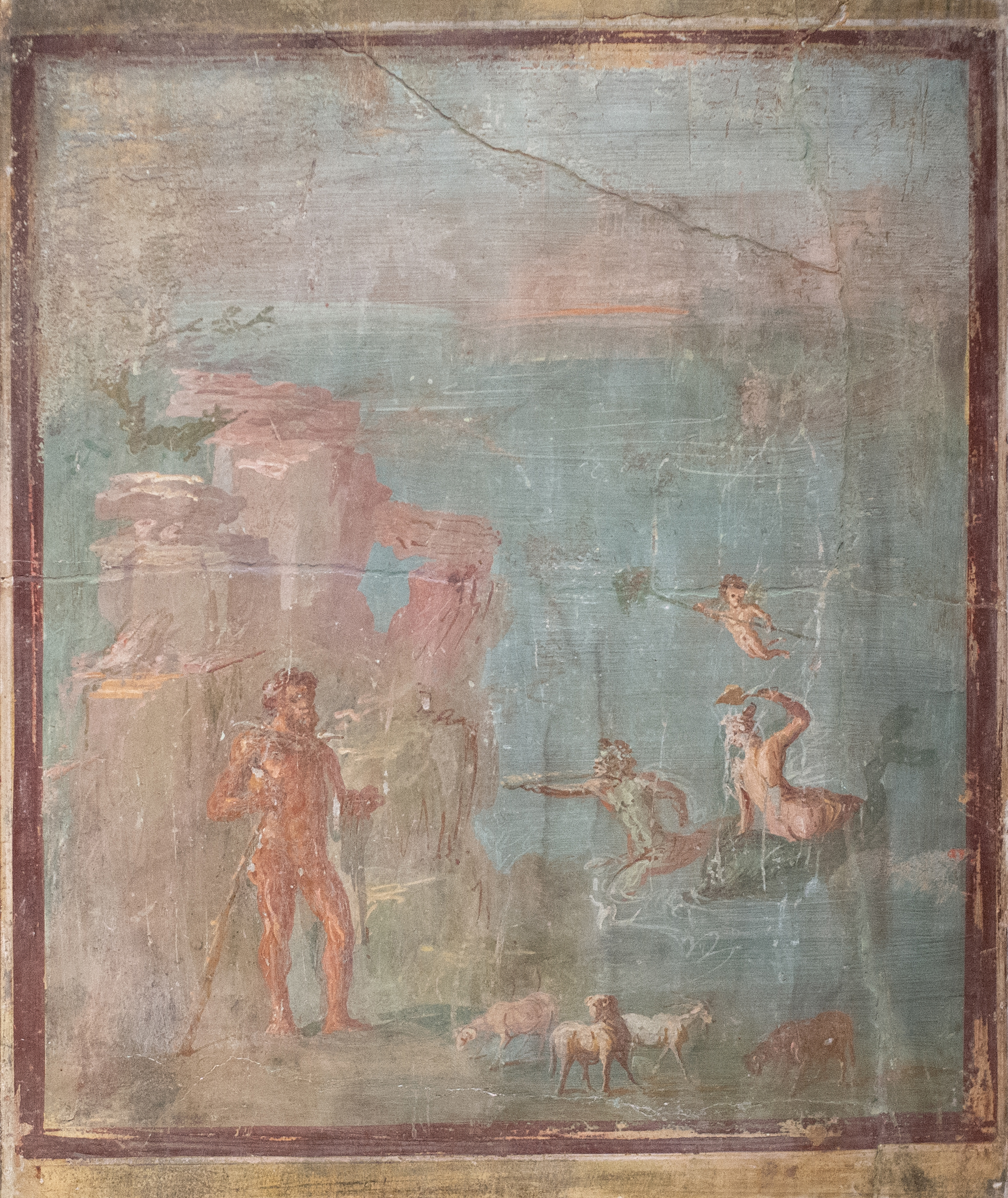
Полифем и Галатея

### Драгоценности
Коллекция преимущественно состоит из предметов собрания семьи Фарнезе и включает в себя как античные предметы из драгоценных камней и металлов, так и предметы эпохи Возрождения. Наиболее значительным экспонатом является так называемая чаша Фарнезе — камея из сардоникса, выполненная в 150 году до н. э. в Александрии.

### Секретный кабинет
Коллекция Секретного кабинета, основанного в 1819 году, содержит фрески, рельефы, плиты с текстами и другие предметы эротического и порнографического характера, обнаруженные в Помпеях. Ранее коллекцию было разрешено осматривать лишь узкому кругу лиц. Кабинет несколько раз открывался для публики, но всегда на непродолжительное время. С 2000 года открыт для публичного осмотра.

### Другие коллекции
- Настенные росписи, предметы культа, мраморные, бронзовые и терракотовые статуи из храма Исиды в Помпеях[англ.]
- Предметы быта из Помпей и Геркуланума, выполненные из серебра, слоновой кости, стекла и глазурованной глины
- Коллекция «Великая Греция», включающая в себя объекты, обнаруженные при раскопках на юге Италии в Пестуме, Метапонто, Локри, Руво-ди-Пулья и Каноза-ди-Пулья в регионах Базиликата, Кампания, Калабрия и Апулия
- Объекты доисторического периода, начиная с эпохи палеолита и заканчивая бронзовым веком
- Коллекция гладиаторского оружия

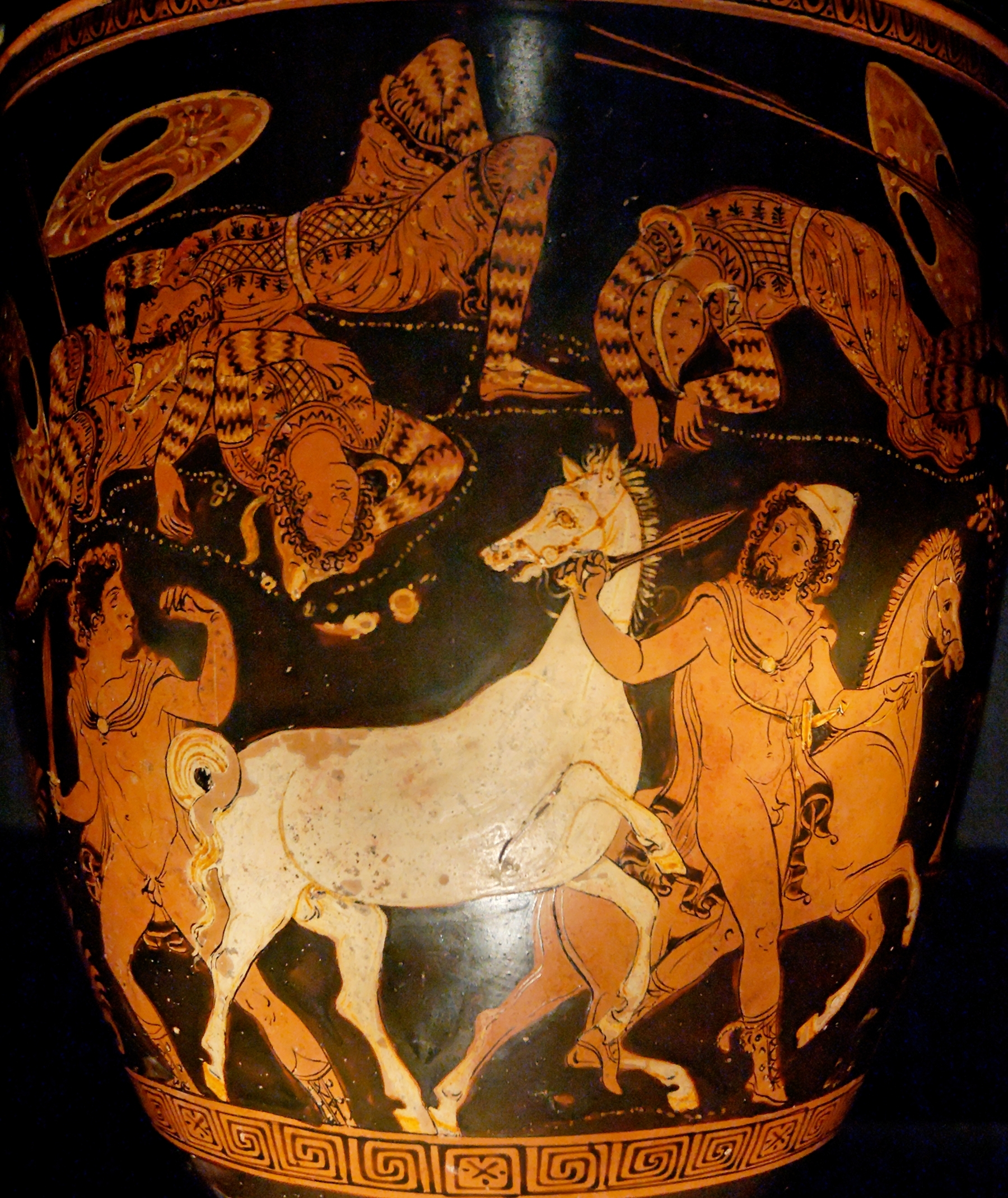
Одиссей (справа) и Диомед, крадущие лошадей фракийского царя Реса. Краснофигурная вазопись. Апулия. Ок. 360 г. до н.э.
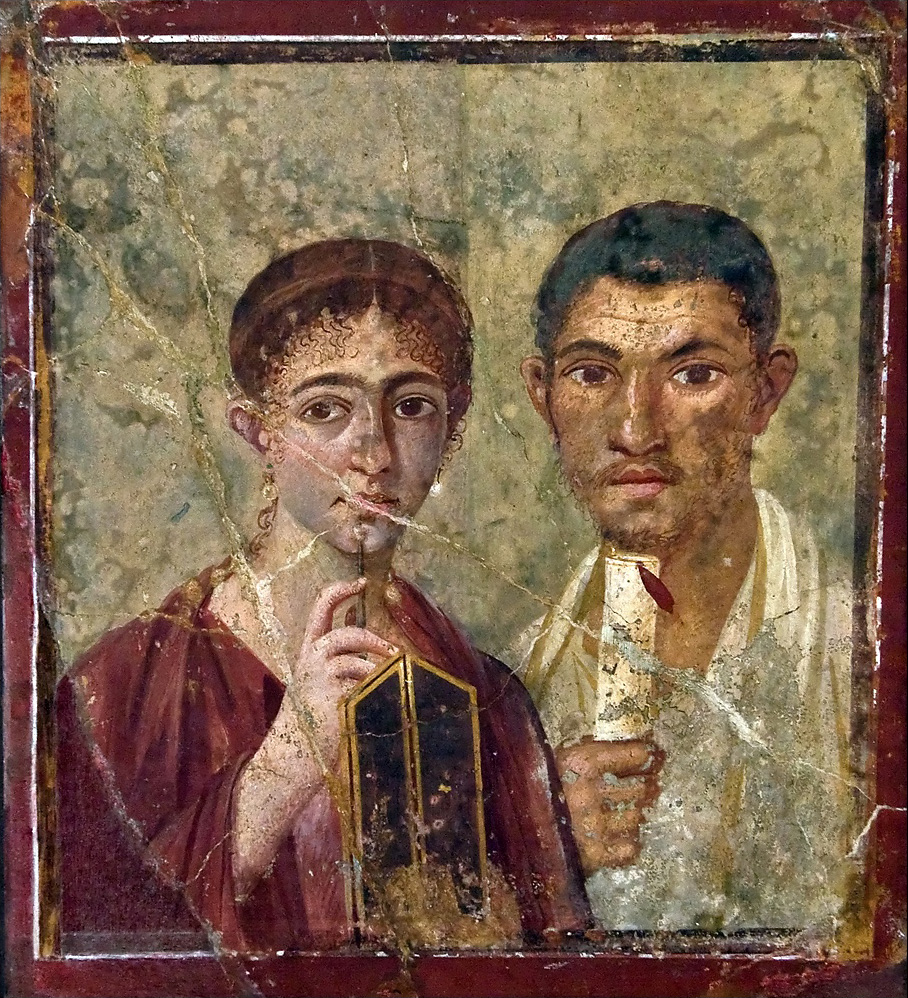
Портрет Терентия Нео и его жены (ранее ошибочно приписывали Паквию Прокулу)[9]. Помпеи, 20-30 гг. н.э.
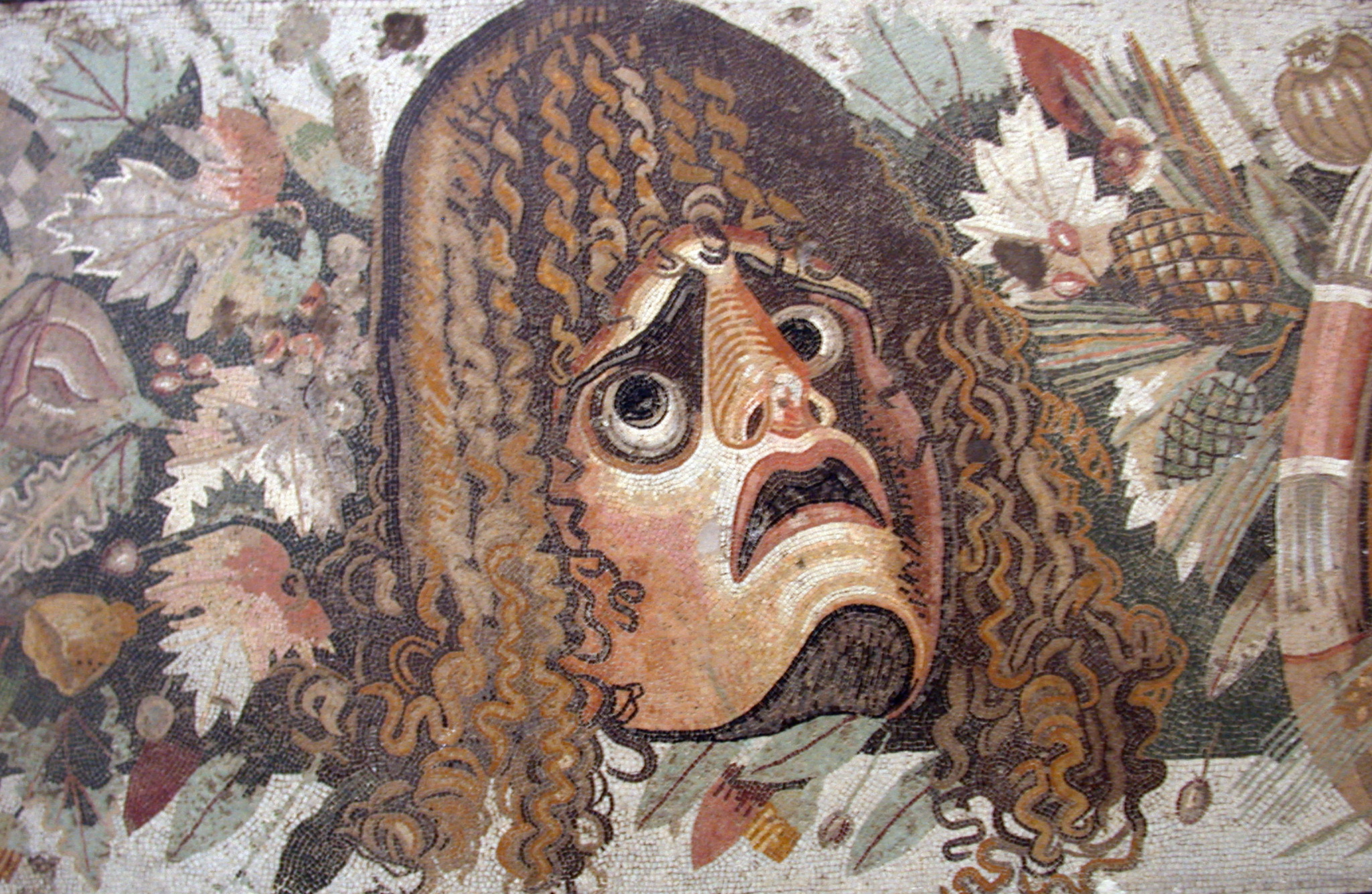
Маска актера-трагика. Мозаика из Дома Фавна (Помпеи), I в.н.э.
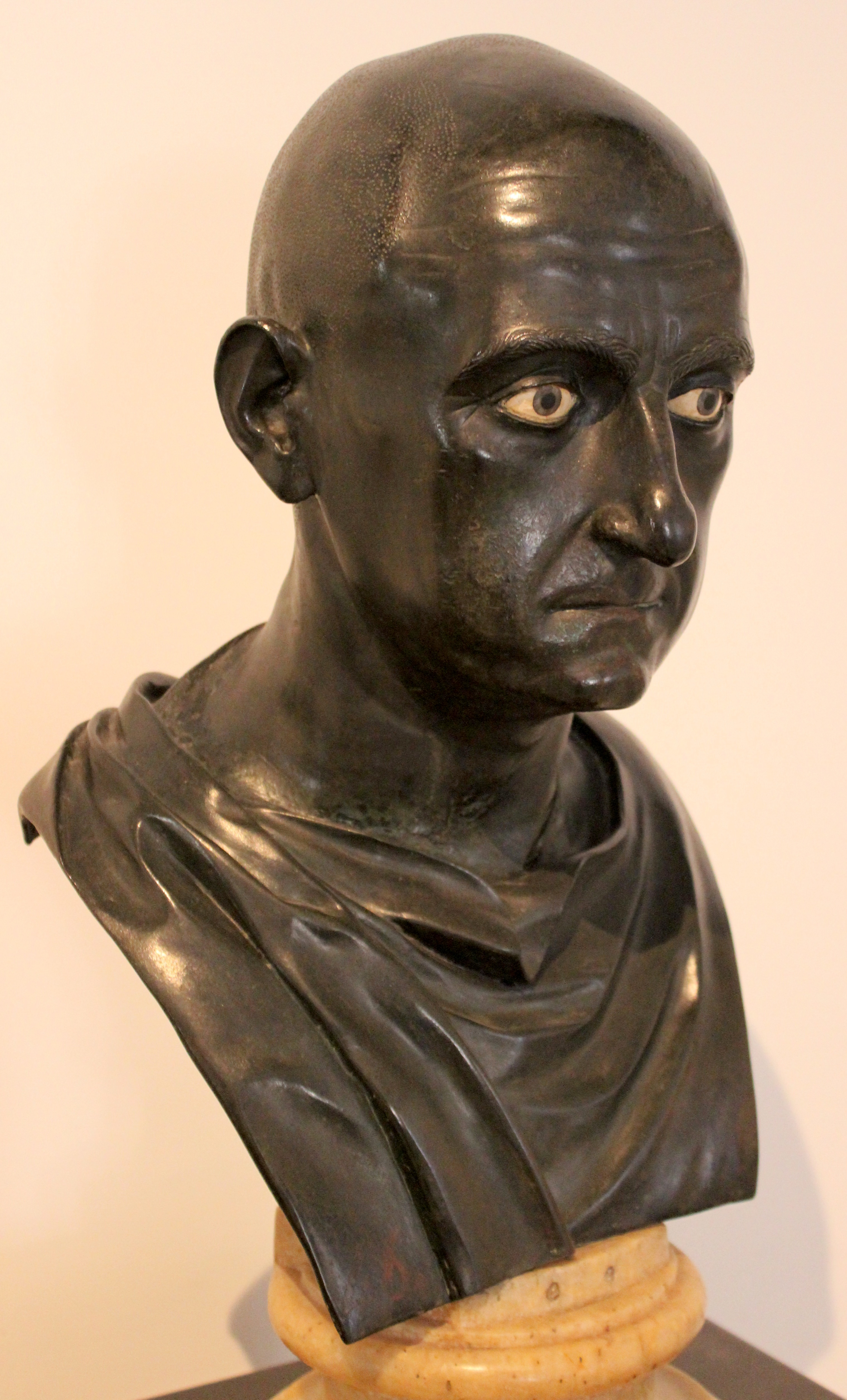
Сципион Африканский Старший. Бронзовый бюст из Виллы папирусов
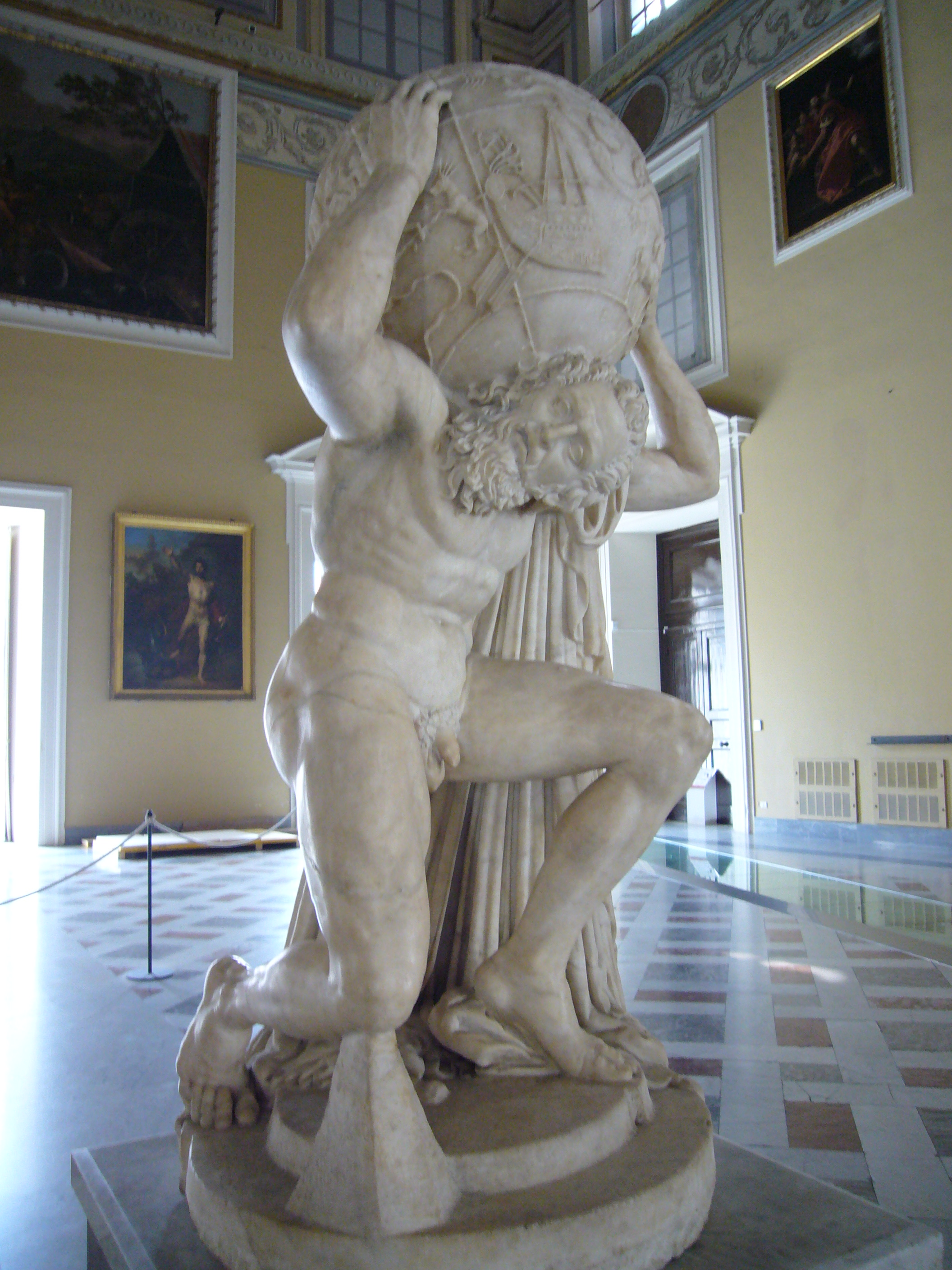
Фарнезский атлант (из Терм Каракаллы). Мрамор. II в.н.э.
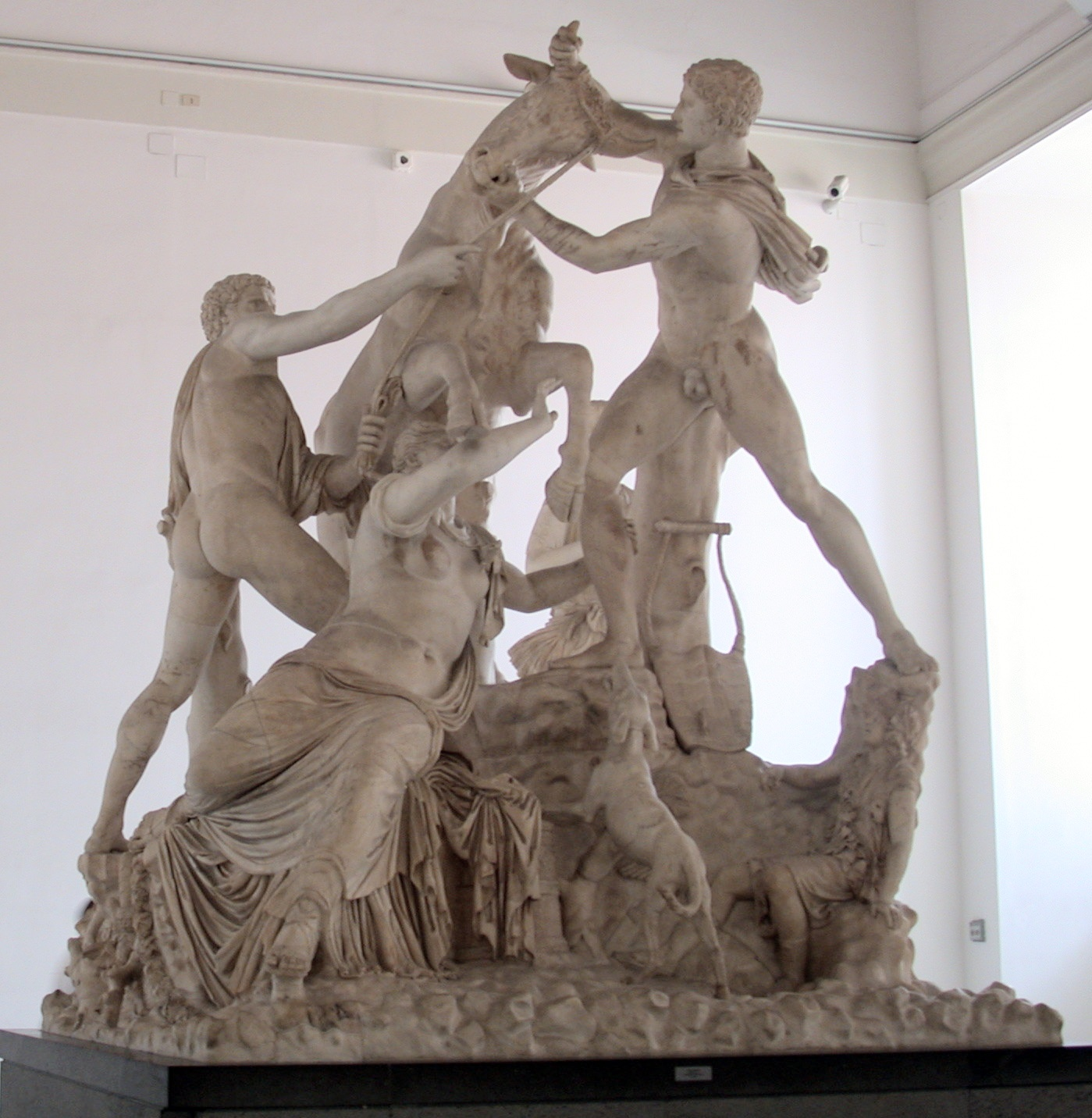
Фарнезский бык. Мрамор, III в. Реконструкция Микеланджело
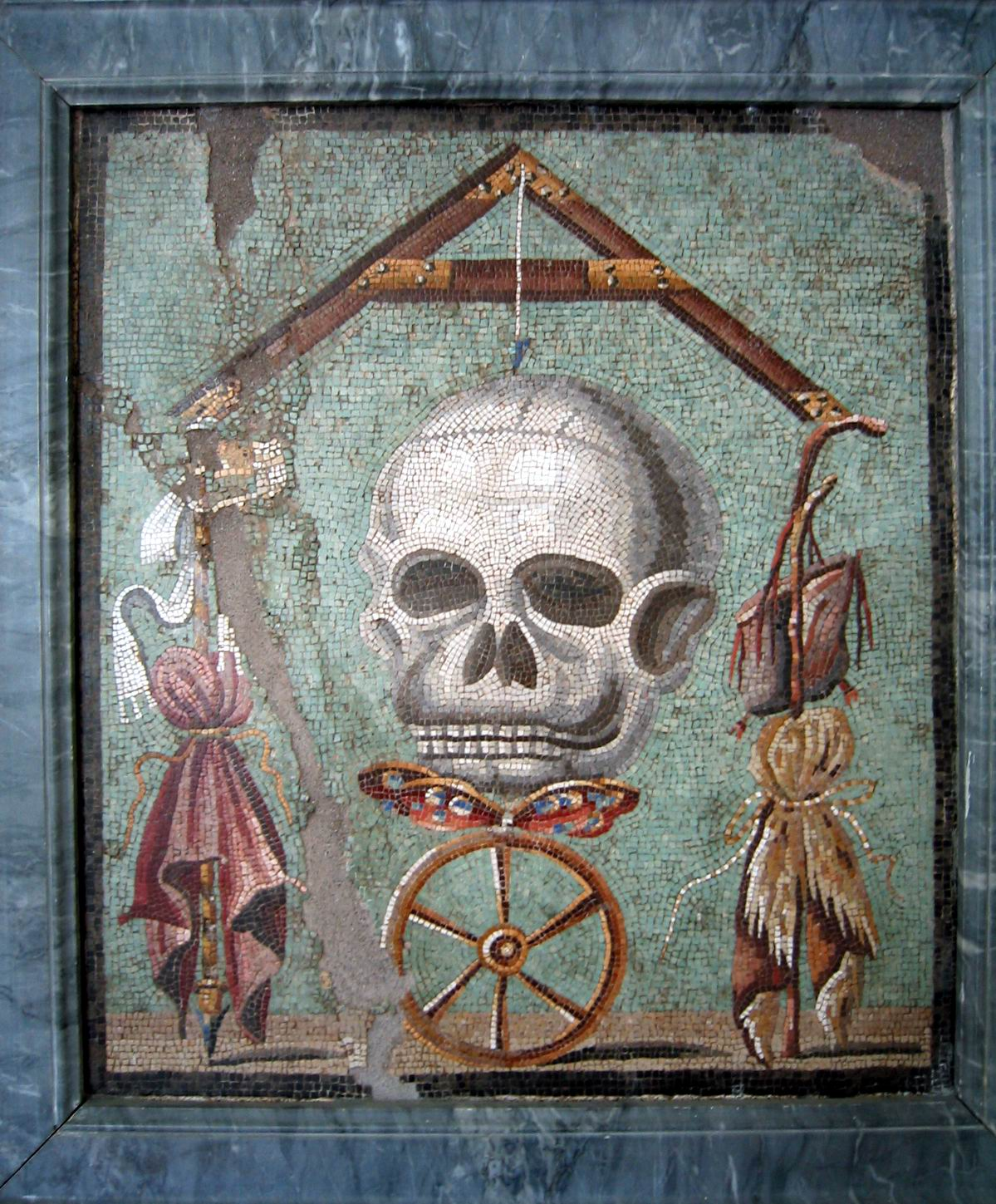
Колесо Фортуны (Др. название: Memento mori). Мозаика. Помпеи, I в.н.э.
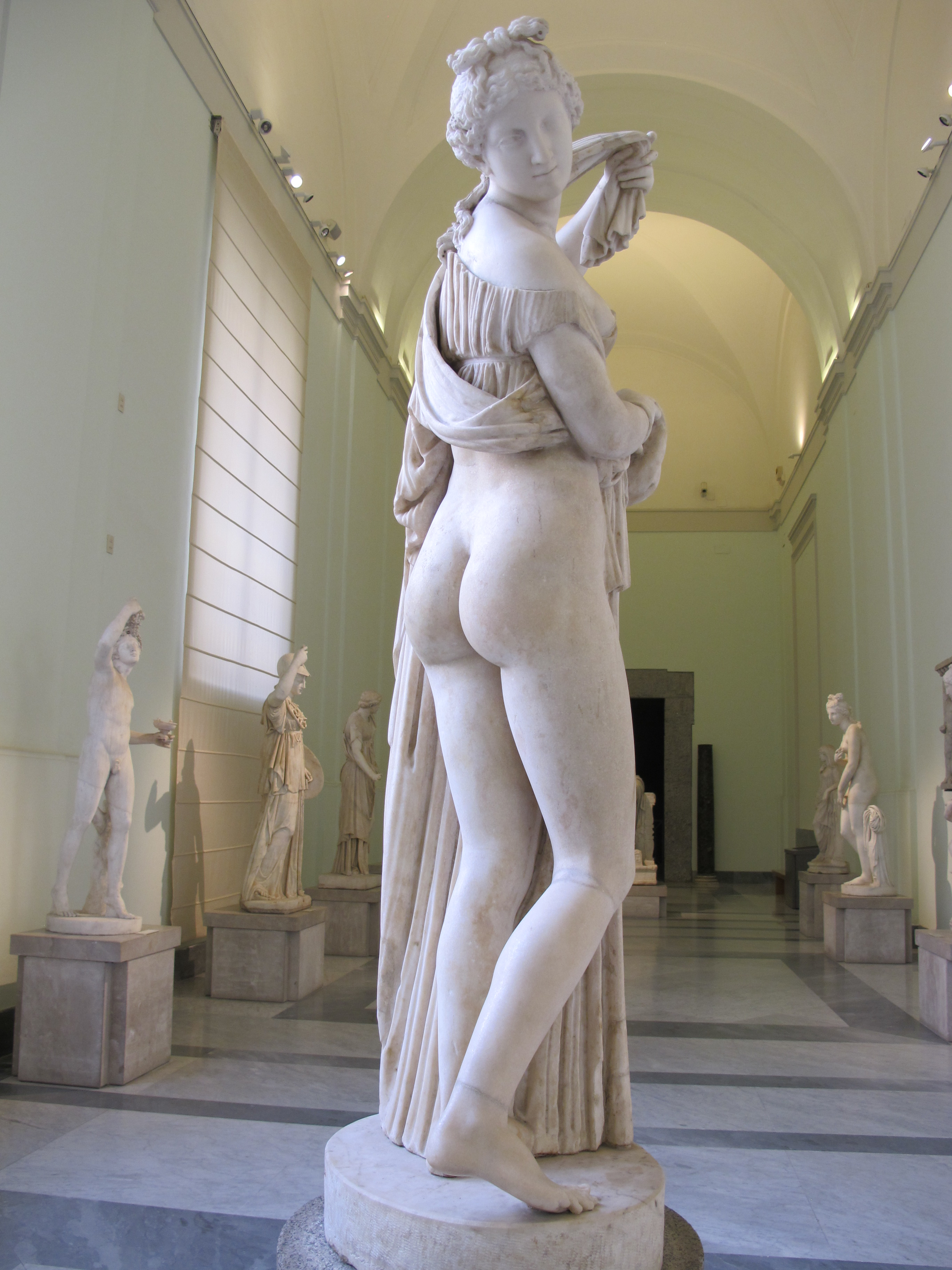
Венера Каллипига (копия статуи др.-греч. Αφροδίτη Καλλίπυγος, букв. «Афродита Прекраснозадая»). Мрамор. I-II в.н.э.
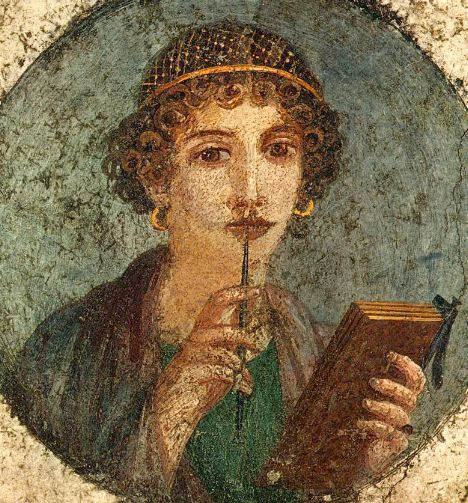
Портрет девушки (т.наз. Сафо). Геркуланум, ок. 50 года н.э.
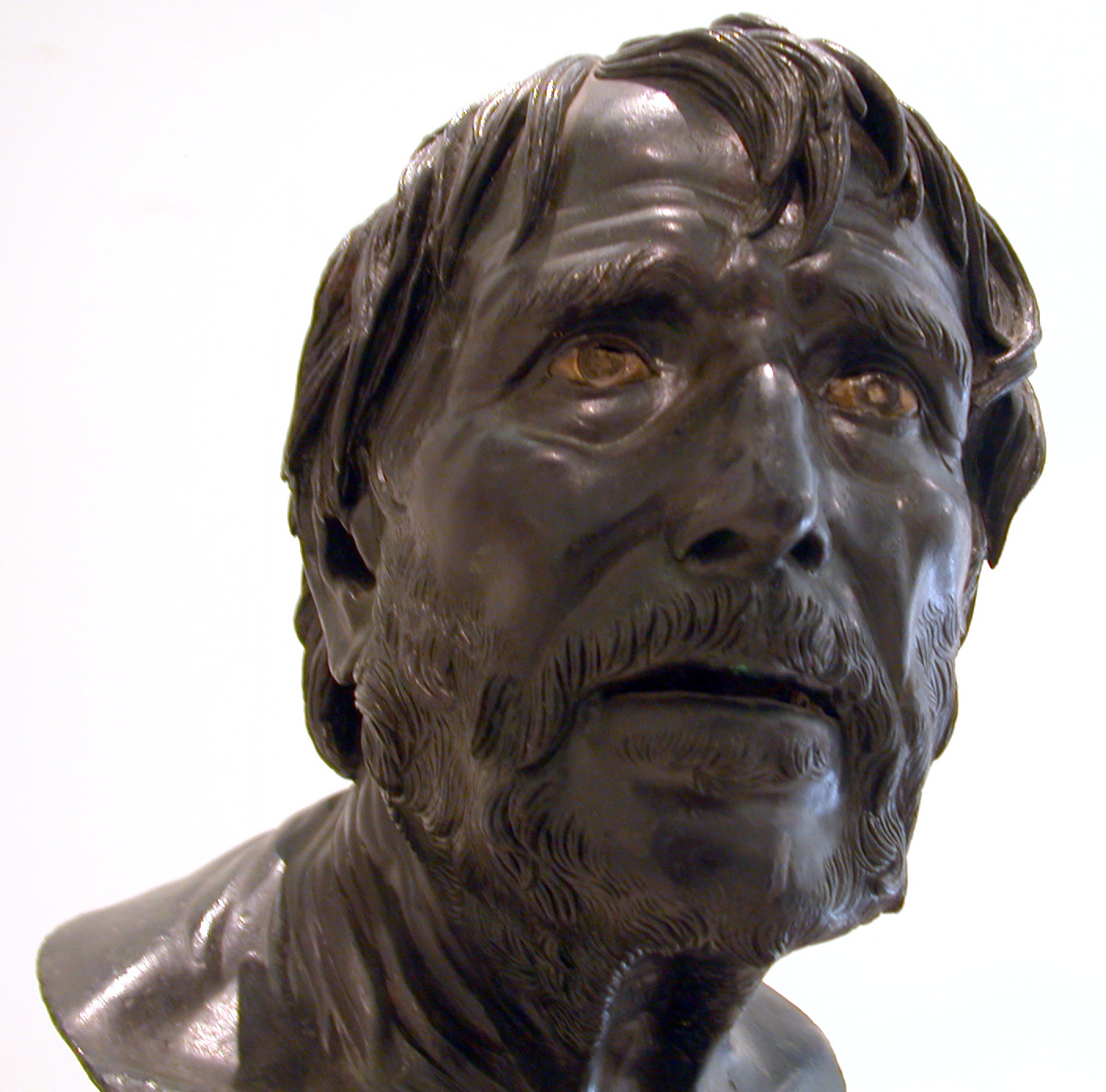
Псевдо-Сенека[англ.] (римская копия скульптуры неустановленного греч. драматурга), I в. до н.э. Бронзовый бюст из Виллы папирусов